# Малашівці (Тернопільський район)
Ма́лашівці — село в Україні, у Тернопільській міській громадіі Тернопільського району Тернопільської області. Розташоване на річці Серет, на півночі району. Центр Малашовецької сільської ради (до 2018), якій було підпорядковане село Іванківці. Від 2018 року ввійшло у склад Тернопільської міської громади.
Населення — 295 осіб (2001).

## Історія
Поблизу Малашівців виявлено археологічні пам'ятки середнього, пізнього палеоліту, ранньої залізної доби, вельбарської, черняхівської та давньоруської культур. Черняхівське поселення в урочищі Ставки, на лівому березі ріки Серет, на відстані 0,5 кілометри від неї, відкрите в 1968 році І.Геретою. Зібрано уламки посуду, кістяне двобічне шило, римські монети.
Перша писемна згадка — 1529 року. 
У 1672 році проживало 11 родин.
Через Малашівці пролягав Кучманський шлях.
З 1 серпня 1934 року у складі Янківці (гміна)
Діяли українські товариства «Просвіта», «Січ», «Луг», «Відродження», кооператива, молочарня.
В селі є церква.

## Пам'ятки
- церква Пресвятої Трійці (1904, мурована; освятив Андрей Шептицький), на ній встановлено пам'ятну таблицю із написом: «На честь 100-річчя храму 2004».
- пам'ятний знак на честь скасування панщини 1848 року,
- насипана символічна могила Борцям за волю України (1991),
- пам'ятник воїнам-односельцям, полеглим у німецько-радянській війні (1967).

## Соціальна сфера
Працюють загальноосвітня школа І ступеня, клуб, бібліотека.

## Малашовецьке сміттєзвалище
Біля села розташоване сміттєзвалище, на яке вивозять сміття із Тернополя. Воно функціонує із 1977 року.

## Економіка
- ТОВ "УКРПРОПЛАСТ"[3], виробник пластикових виробів.

## Відомі люди

### Народилися
- Бриґідер Михайло — діяч ОУН, командир сотні легіону «Нахтіґаль», командир 2-ї сотні 201-го батальйону шуцманшафт, командир 1-го батальйону 29-го полку дивізії «Галичина», ветеранський і громадський діяч в діаспорі.
- Лучанко Григорій Андрійович — український галицький військовик, педагог, громадський діяч, 31 жовтня 1918 (інші дані — у ніч на 1 листопада 1918 р.[4]) керував взяттям під контроль тернопільського залізничного вузла,[5] був у складі охорони Софійського майдану під час проголошення Акту Злуки ЗУНР та УНР; вчителював у селі[6]
- український економіст, громадський діяч Андрунців Михайло Васильович.

## Галерея

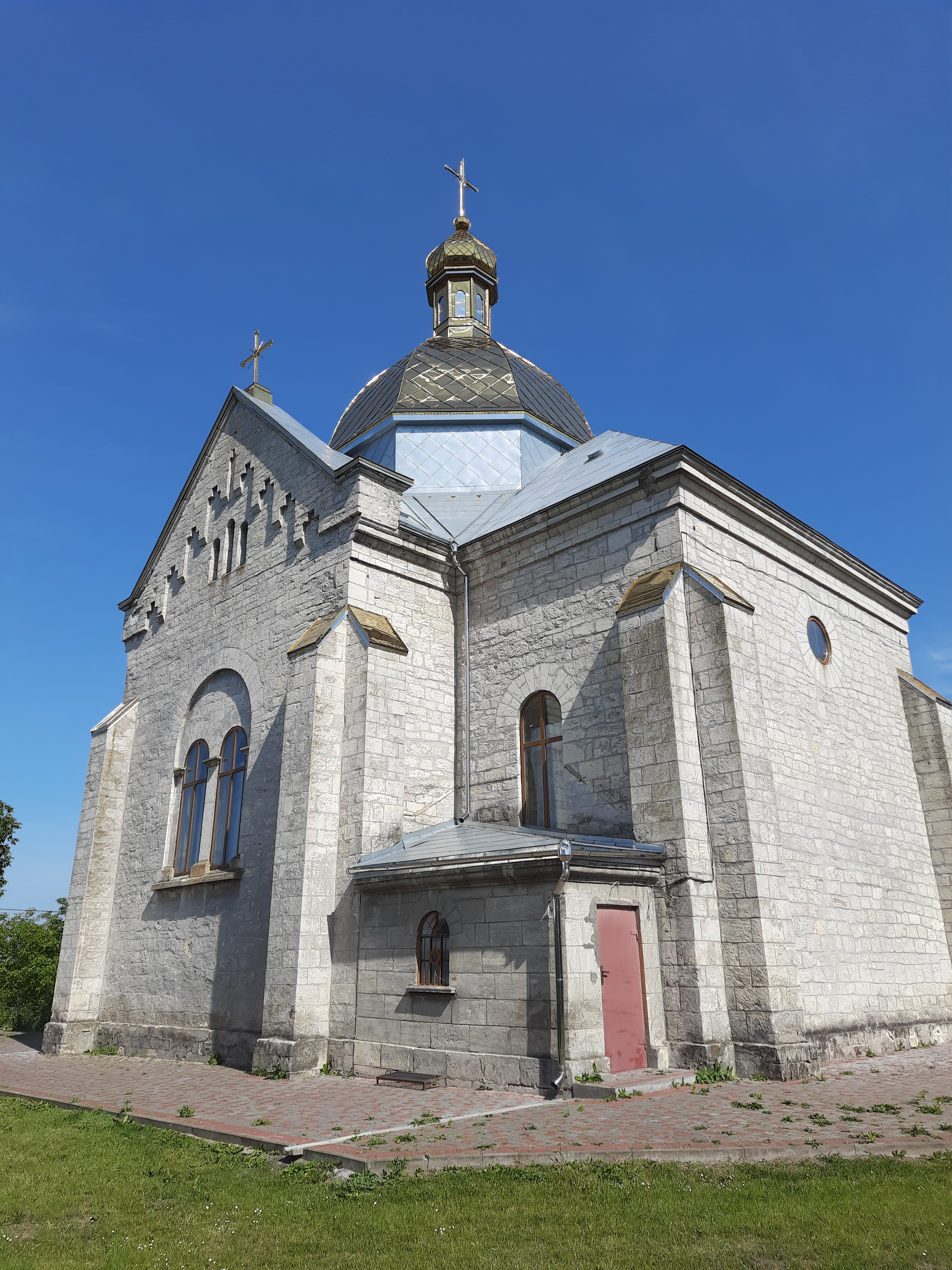
Церква Пресвятої Трійці
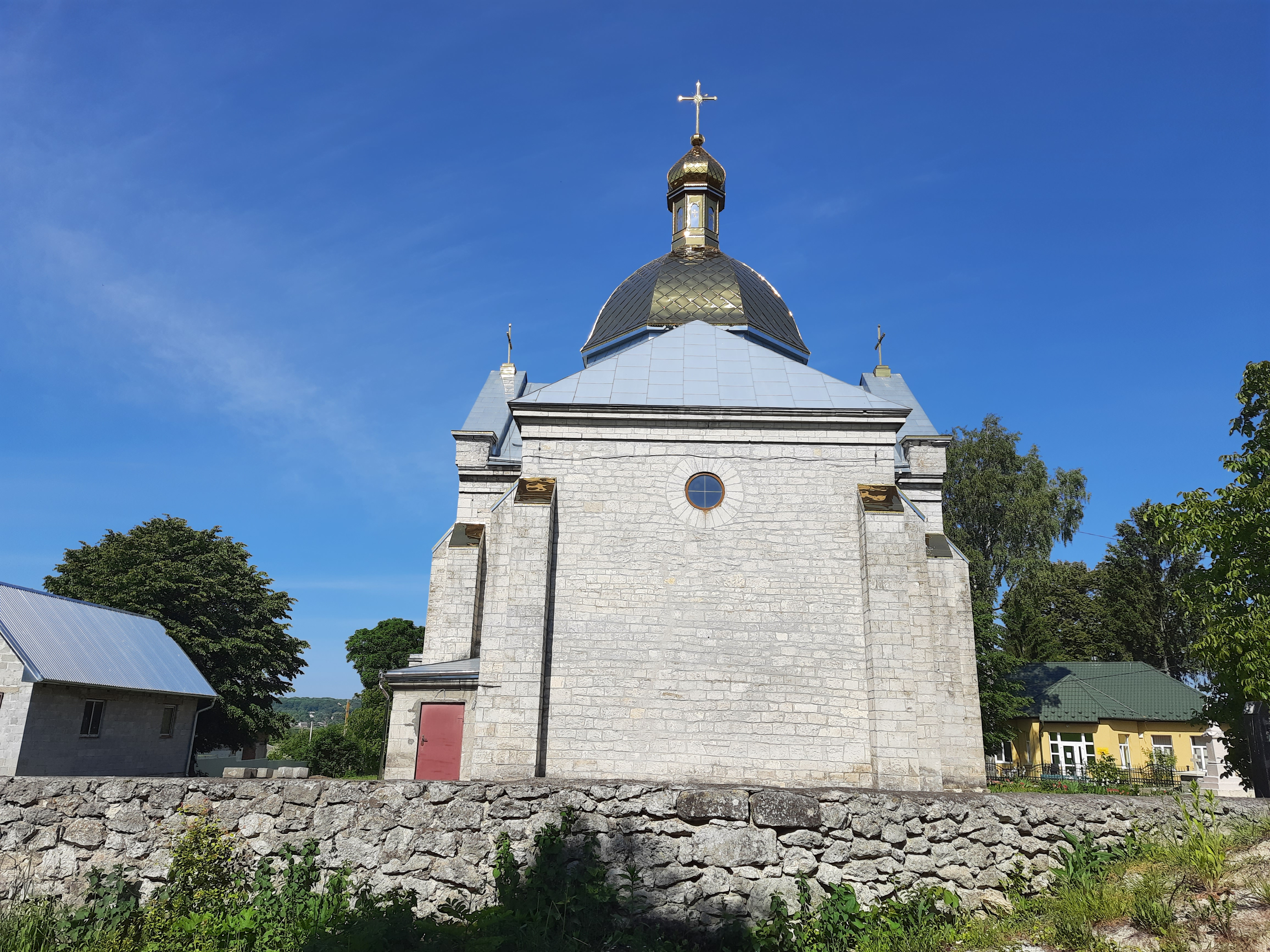
Церква Пресвятої Трійці
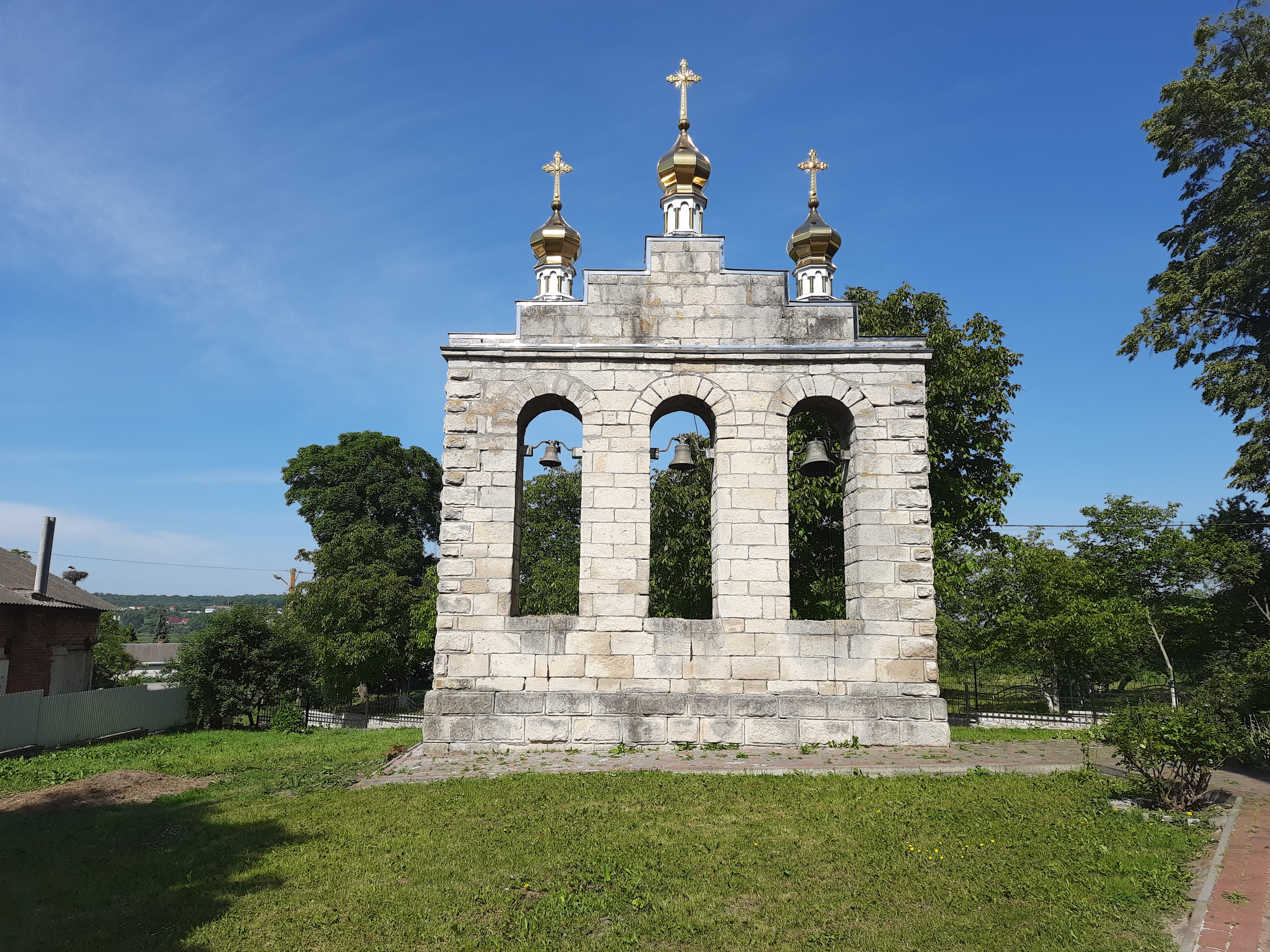
Дзвіниця церкви Пресвятої Трійці
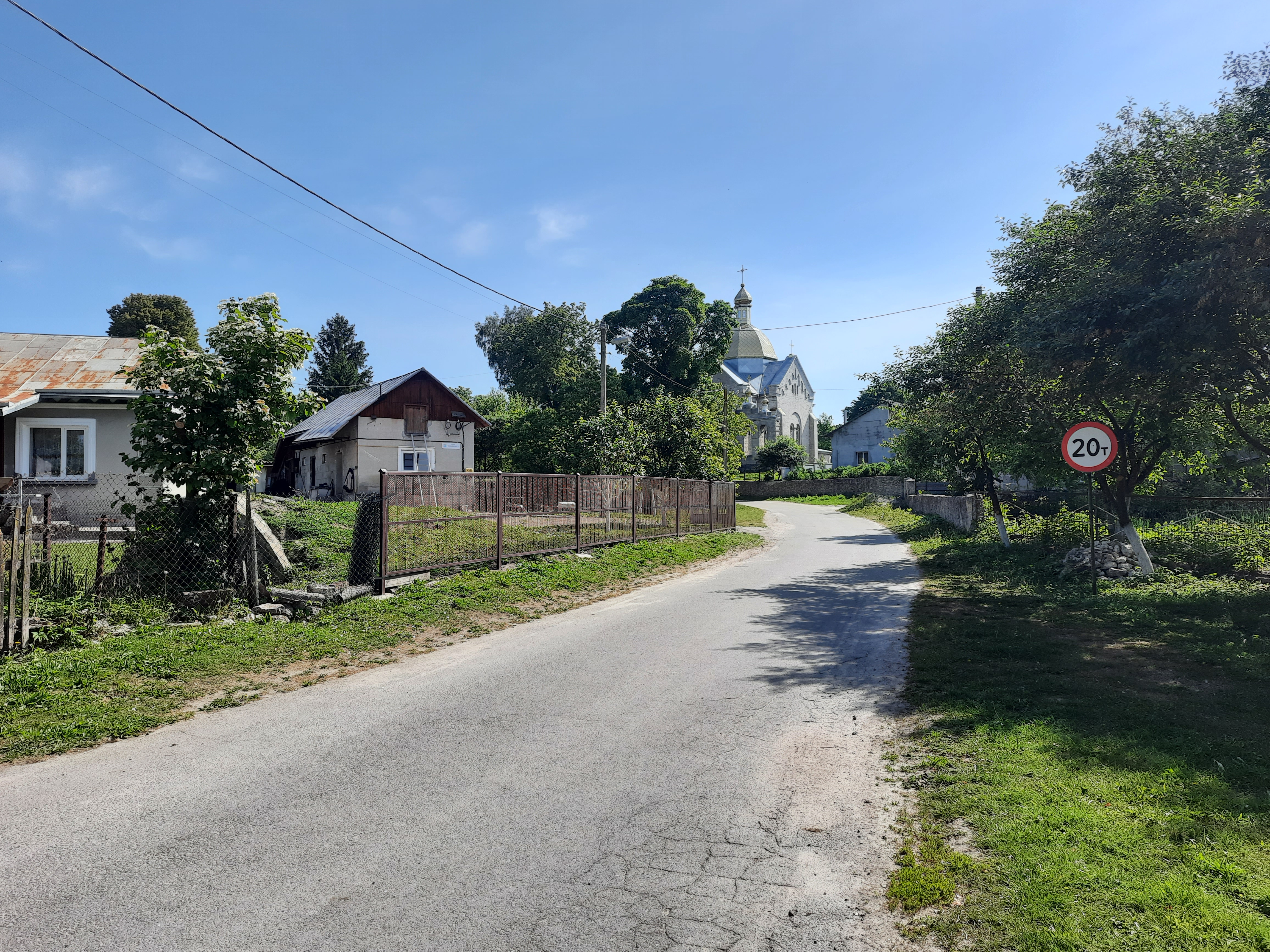
Сільська вулиця Малашівці
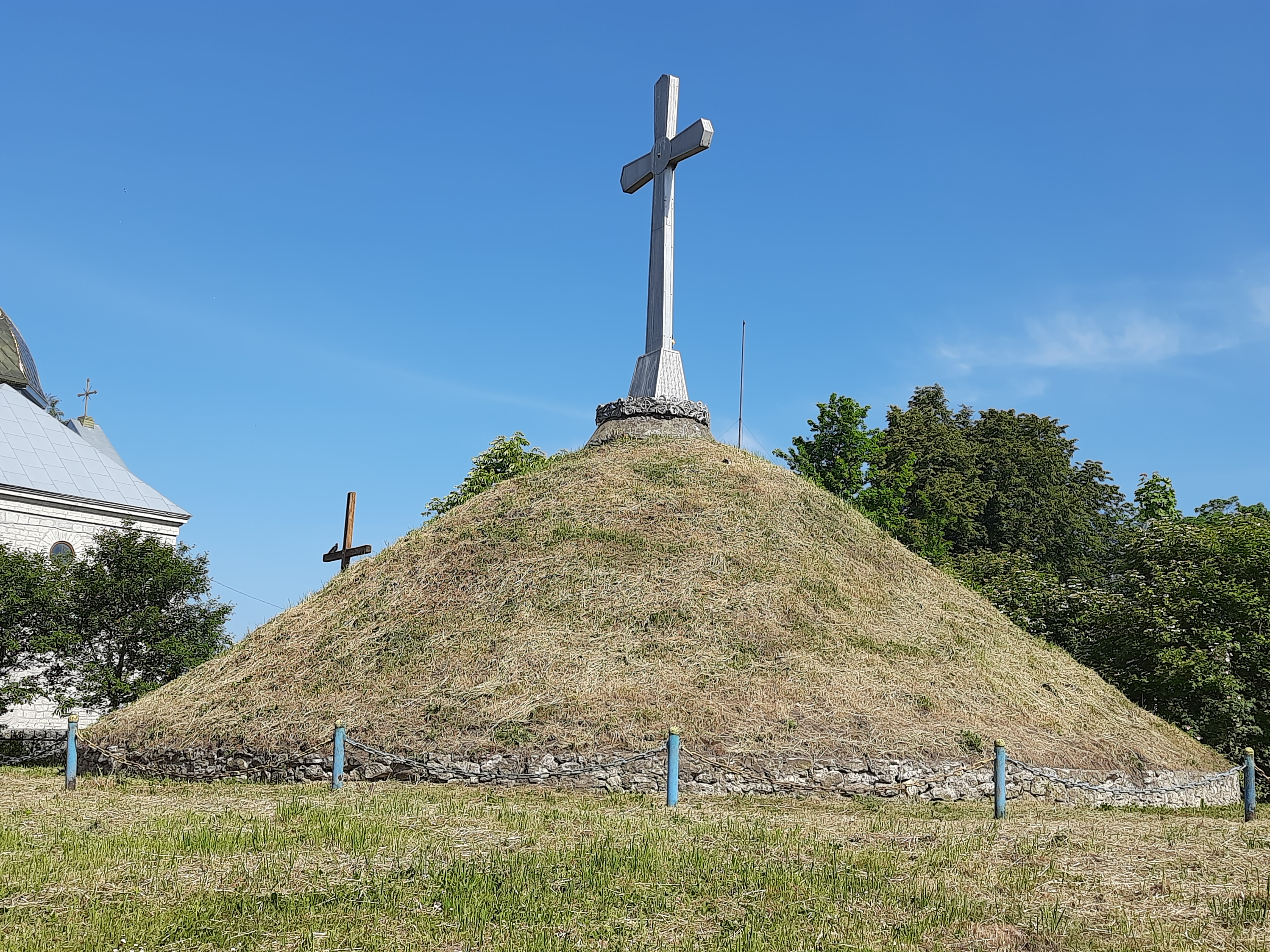
Символічна могила Борцям за волю України
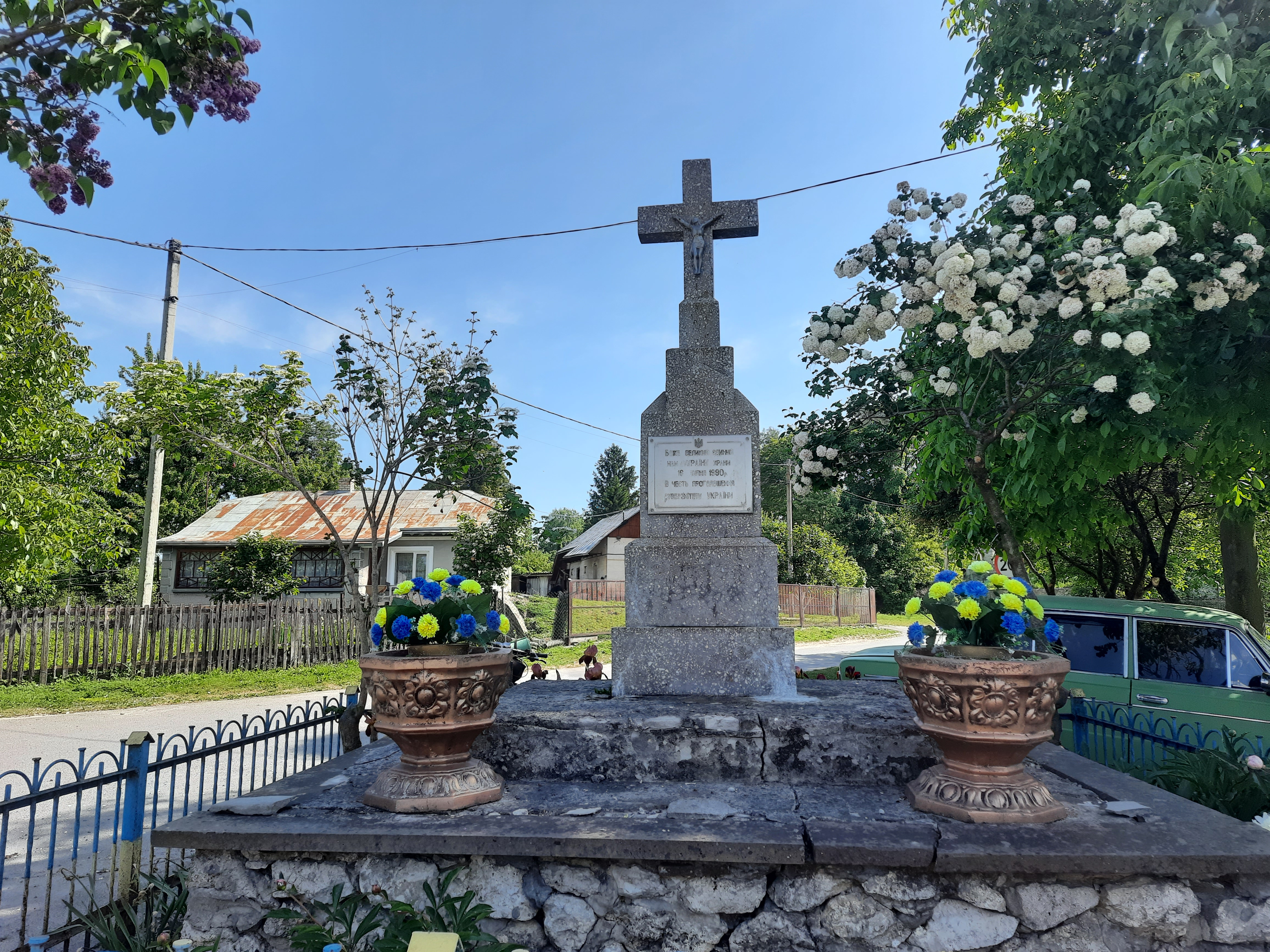
Пам'ятний хрест
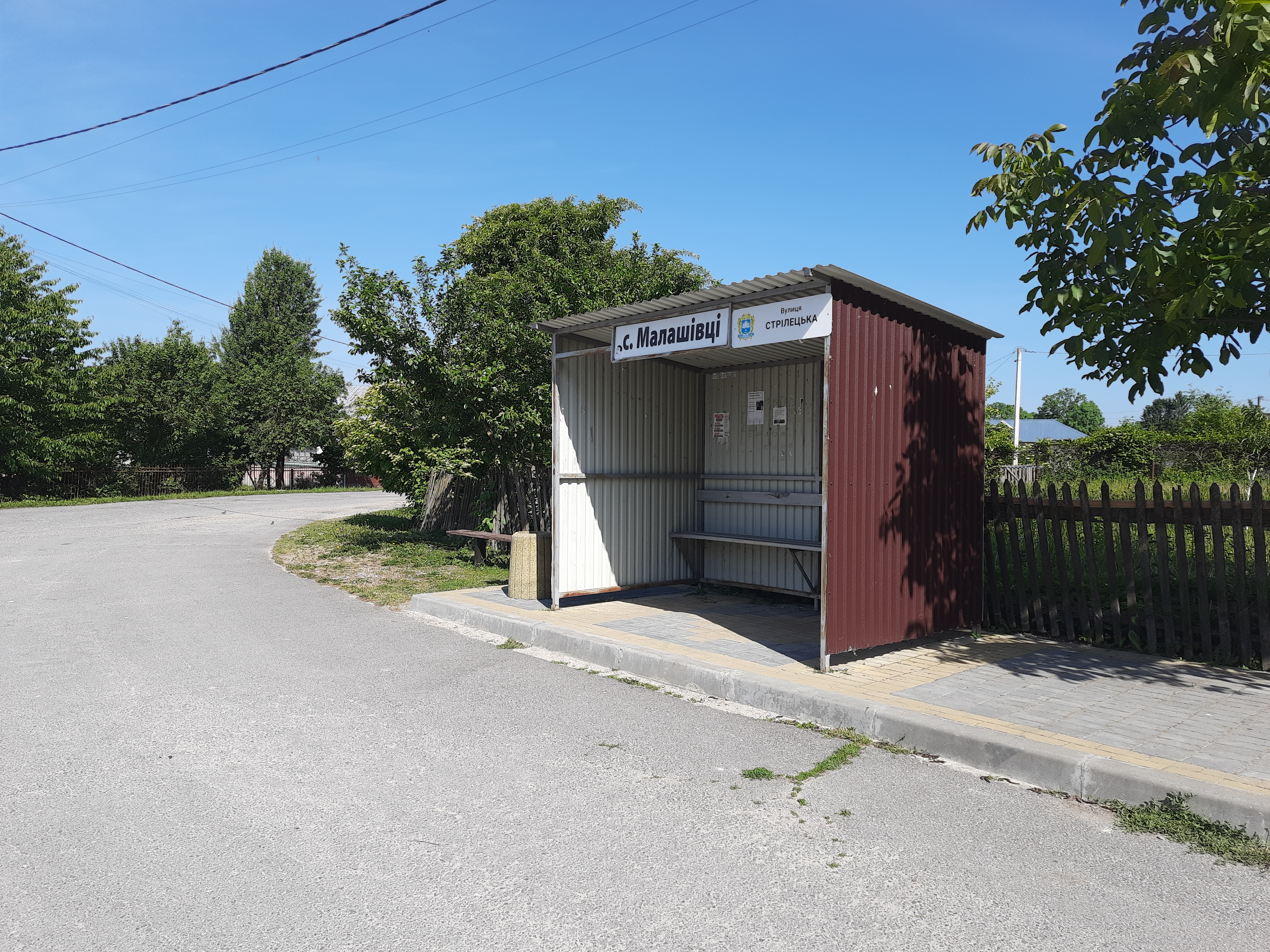
Автобусна зупинка